# Campionati europei di pattinaggio di velocità 1901
I Campionati europei di pattinaggio di velocità 1901 sono stati la 11ª edizione della manifestazione. Si sono svolti dal 2 al 3 febbraio 1901 a Trondheim, in Norvegia.

## Podi

### Uomini
| Evento              | Oro              | Punti      | Argento       | Punti           | Bronzo      | Punti      |
| Allround (dettagli) | Rudolf Gundersen | 2 vittorie | Carl Frantzen | 2 secondi posti | Asbjørn Bye | 2 vittorie |